# تفسير القرآن بالقرآن
يعتبر تفسير القرآن بالقرآن أحد أنواع التفسير بالمأثور. ويعد بعض العلماء تفسير القرآن بالقران أول الطرق التي يلجأ إليها المُفسر وأنهُ أبلغ التفاسير.

## تعريفه
ويقصد بتفسير القرآن بالقرآن : بيانُ معاني القرآنِ بالقرآن ، فكل بيان للقرآن استفدناه من القرآن فهو من تفسير القرآن بالقرآن، سواء كان بيان معنى مفردة أو جملة أو قصة أو تبيين مجمل أو تخصيص عام أو غير ذلك. وقيل هو ربط الايات المتشابه لفظها أو معناها بعضها ببعض وتفسير بعضها ببعض و قد أجمع السلف والخلف على أن أصح طرق التفسير وأجلها تفسير القرآن بالقرآن
وقد عده ابن تيمية أحسن التفاسير وأصح الطرق حيث قال «أصح الطرق في ذلك أن يفسر القرآن بالقرآن، فما أجمل في مكان فإنه قد فسر في موضع آخر، وما اختصر من مكان فقد بسط في موضع آخر»
قال ابن عطية«كان على من يفسر القرآن الكريم أن يرجع إلى القرآن أولا، يبحث فيه عن تفسير ما يريد، فيقابل الآيات بعضها ببعض، ويستعين بما جاء مسهبا ليعرف به ما جاء موجزا، وبالمبين ليفهم به المجمل، ويحمل المطلق على المقيد، والعام على الخاص ولا يجوز لأحد- كائنا من كان- أن يتخطى هذا التفسير القرآني» وقد اعتنى السلف بتفسير القرآن بالقرآن ولكن لم يصنفوا فيه فنا مستقلا. قال محمد حسين الذهبي: «ومن تفسير القرآن بالقرآن: الجمع بين ما يُتَوهم أنه مختلف؛ كخلق آدم من تراب في بعضٍ، ومن طينٍ فيغيرها، ومن حمأ مسنون، ومن صلصالٍ، فإن هذا ذِكْرٌ للأطوار التي مرّ بها آدممن مبدأ خلقه إلى نفخ الروح فيه»

## مكانته
يعتبر تفسير القرآن بالقرآن أحد أنواع التفسير بالمأثور. ويعد بعض العلماء تفسير القرآن بالقران أول الطرق التي يلجأ إليها المفسر وأنه «أبلغ التفاسير»
، وهو أجلُّ طرقِ التَّفسيرِ وأحسنُها كما صرَّح بذلك جماعات من أهل العلم، قال الفراهي : " أجمع أهل التأويل من السلف إلى الخلف أن القرآن يفسر بعضه بعضًا ، وأنه هو أوثق تعويلًا و أحسن تأويلًا". ومن ذلك قول ابن تيمية (ت:728هـ): «فإن قال قائل: فما أحسن طرق التفسير؟ فالجواب: إنَّ أصح الطرق في ذلك: أن يفسر القرآن بالقرآن». وقال ابن القيم (ت:751هـ): «وتفسير القرآن بالقرآن من أبلغ التفاسير».

## حجيته
يدلُ على حُجيتهِ: الكتابُ، والسُّنةُ، والإجماعُ، وأقوالُ السلفِ، والنظر.

### من الكتاب
دلت عدة نصوص على أنَّ القرآن يُفسِّر بعضُه بعضًا، ومن هذه الأدلة قوله تعالى:﴿ثُمَّ إِنَّ عَلَيْنَا بَيَانَهُ ۝١٩﴾ [القيامة:19] ، قال ابن كثير( ت:774هـ): «تكفل الله أن يجمعه في صدره، وأن ييسره لأدائه على الوجه الذي ألقاه إليه، وأن يبينه له ويفسره ويوضحه.فالحالة الأولى: جمعه في صدره، والثانية: تلاوته، والثالثة: تفسيره وإيضاح معناه».

### من السنة
ودلالة السُّنّة على حجّية تفسير القرآن بالقرآن من طريقين:
1. طريق التأصيل: حيث أرشد النبي صلى الله عليه وسلم إلى الرجوع للقرآن عامةً، ومنه الرجوع إليه في بيان معاني القرآن، ومن ذلك حديث معاذ (18هـ)، حيث بعثه النبي صلى الله عليه وسلم إلى اليمن، فقال له: «كيف تقضي إذا عرض لك قضاء»؟ قال: «أقضي بكتاب الله»، قال: «فإن لم يكن في كتاب الله»؟ قال: «فبسنة رسول الله صلى الله عليه وسلم»، قال: «فإن لم يكن في سنة رسول الله صلى الله عليه وسلم»؟ قال: «أجتهد رأيي»، قال: فضرب على صدري، وقال: «الحمد لله الذي وفَّق رسولَ رسولِ الله لما يرضي رسول الله».[12]
2. طريق التطبيق: فقد ورد عنه صلى الله عليه وسلم تفسيره للقرآن بالقرآن في غير ما موضع، وهذا كما أنه يُستفاد منه بيان الآيات التي فسّرها، فإنه يُستفاد منه تعليم منهج التفسير الصحيح ـ وهو الرجوع إلى القرآن في بيان معانيه ـ ، ومن أمثلة ذلك:عن ابن مسعود(32هـ) قال: لما نزلت هذه الآية ﴿الَّذِينَ آمَنُوا وَلَمْ يَلْبِسُوا إِيمَانَهُمْ بِظُلْمٍ أُولَئِكَ لَهُمُ الْأَمْنُ وَهُمْ مُهْتَدُونَ ۝٨٢﴾ [الأنعام:82] شق ذلك على أصحاب رسول الله صلى الله عليه وسلم ، وقالوا: «أينا لم يلبس إيمانه بظلم؟» قال رسول الله صلى الله عليه وسلم : «إنه ليس بذاك، ألا تسمع إلى قول لقمان لابنه: ﴿وَإِذْ قَالَ لُقْمَانُ لِابْنِهِ وَهُوَ يَعِظُهُ يَا بُنَيَّ لَا تُشْرِكْ بِاللَّهِ إِنَّ الشِّرْكَ لَظُلْمٌ عَظِيمٌ ۝١٣﴾ [لقمان:13] .[13]

### الإجماع
أجمع العلماء على أنَّ القرآن يُفسِّر القرآن ويُبينه.قال الشنقيطي (1393هـ): «لإجماع العلماء على أنه أشرف أنواع التفسير وأجلها تفسير كتاب الله بكتاب الله».

### أقوال السلف
ودلالة أقوالهم على حجية تفسير القرآن بالقرآن من طريقين:
الأول: التأصيل :ومن ذلك ما جاء عن عبيد الله بن أبي يزيد (126هـ) قال: «كَانَ ابْنُ عَبَّاسٍ إِذَا سُئِلَ عَنِ الأَمْرِ وَكَانَ فِي الْقُرْآنِ أَخْبَرَ بِهِ، فَإِنْ لَمْ يَكُنْ وَكَانَ عَنْ رَسُولِ اللهِ صلى الله عليه وسلم أَخْبَرَ بِهِ».
الثاني: التطبيق: فقد اعتمد السلف ـ الصحابة والتابعون وأتباعهم على القرآن في بيان معاني القرآن والكشف عنها، وقد نُقل عنهم من هذا الشيء الكثير.ومن أمثلة ذلك:
1. من أمثلة ما نُقل عن الصحابة: ما جاء عن ابن عباس (68هـ) في قول الله تعالى: ﴿إِنَّ الْإِنْسَانَ خُلِقَ هَلُوعًا ۝١٩﴾ [المعارج:19]، قال: هو الذي قال الله: ﴿إِذَا مَسَّهُ الشَّرُّ جَزُوعًا ۝٢٠﴾ [المعارج:20].[16]
2. من أمثلة ما نُقل عن التابعين: ما جاء عن سعيد بن جبير (95هـ) في قول الله تعالى:  ﴿وَشَاهِدٍ وَمَشْهُودٍ ۝٣﴾ [البروج:3]، قال: الشاهد: هو الله، والمشهود: نحن، بيانه: ﴿مَا أَصَابَكَ مِنْ حَسَنَةٍ فَمِنَ اللَّهِ وَمَا أَصَابَكَ مِنْ سَيِّئَةٍ فَمِنْ نَفْسِكَ وَأَرْسَلْنَاكَ لِلنَّاسِ رَسُولًا وَكَفَى بِاللَّهِ شَهِيدًا ۝٧٩﴾ [النساء:79].[17]
3. من أمثلة ما نُقل عن أتباع التابعين: ما جاء عن عبد الرحمن بن زيد (182هـ) في قول الله تعالى: ﴿إِنَّ الْإِنْسَانَ لِرَبِّهِ لَكَنُودٌ ۝٦﴾ [العاديات:6] ، قال: الكنود: الكفور، وقرأ: ﴿وَهُوَ الَّذِي أَحْيَاكُمْ ثُمَّ يُمِيتُكُمْ ثُمَّ يُحْيِيكُمْ إِنَّ الْإِنْسَانَ لَكَفُورٌ ۝٦٦﴾ [الحج:66].[18]

### النظر
```
فإن العقل والنظر السليم يدلان على أنَّه لا أحد أعلم بمعاني الكلام من المتكلم نفسه، فما أمكن فهم مراده منه فهو أولى.
```

## أقسام تفسير القرآن بالقرآن

### أولًا: باعتبار طريق الوصول إليه
يُقسم بعض الباحثين  تفسير القرآن بالقرآن باعتبار طريق الوصول إليه إلى قسمين:

#### ما كان طريقه النص الصريح
وهو على نوعين:
- النص من القرآن: الذي يدركه كل عربي، بحيث يأتي السياق فلا يتردد من يعرف اللغة التي نزل بها القرآن أن هذه الآية بيان لتلك، كقوله تعالى: ﴿وَالسَّمَاءِ وَالطَّارِقِ ۝١ وَمَا أَدْرَاكَ مَا الطَّارِقُ ۝٢ النَّجْمُ الثَّاقِبُ ۝٣﴾ [الطارق:1–3]، فقد نصت الآيات على تفسير الطارق بالنجم الثاقب.
- النص من السنة: ومثاله عن ابن مسعود (32هـ) قال: لَمَّا نَزَلَتْ هَذِهِ الْآيَةُ: ﴿الَّذِينَ آمَنُوا وَلَمْ يَلْبِسُوا إِيمَانَهُمْ بِظُلْمٍ أُولَئِكَ لَهُمُ الْأَمْنُ وَهُمْ مُهْتَدُونَ ۝٨٢﴾ [الأنعام:82] شَقَّ ذَلِكَ عَلَى أَصْحَابِ رَسُولِ اللهِ صلى الله عليه وسلم ، وَقَالُوا: «أيُّنَا لَمْ يَلْبِسْ إِيمَانَهُ بِظُلْمٍ»؟ فَقَالَ رَسُولُ اللهِ صلى الله عليه وسلم : «إِنَّهُ لَيْسَ بِذَاكَ، أَلَا تَسْمَعُ إِلَى قَوْلِ لُقْمَانَ لِابْنِهِ:﴿وَإِذْ قَالَ لُقْمَانُ لِابْنِهِ وَهُوَ يَعِظُهُ يَا بُنَيَّ لَا تُشْرِكْ بِاللَّهِ إِنَّ الشِّرْكَ لَظُلْمٌ عَظِيمٌ ۝١٣﴾ [لقمان:13]».[13]

#### ما كان طريقه اجتهاد المفسر
ويدخل فيه ما كان عن الصحابي فمن بعده.ومثاله: تفسير ابن عباس (68هـ) وغيره لقوله تعالى: ﴿فَأَخَذَهُ اللَّهُ نَكَالَ الْآخِرَةِ وَالْأُولَى ۝٢٥﴾ [النازعات:25] بقوله: «أما كلمته الأولى: قوله: ﴿وَقَالَ فِرْعَوْنُ يَا أَيُّهَا الْمَلَأُ مَا عَلِمْتُ لَكُمْ مِنْ إِلَهٍ غَيْرِي فَأَوْقِدْ لِي يَا هَامَانُ عَلَى الطِّينِ فَاجْعَلْ لِي صَرْحًا لَعَلِّي أَطَّلِعُ إِلَى إِلَهِ مُوسَى وَإِنِّي لَأَظُنُّهُ مِنَ الْكَاذِبِينَ ۝٣٨﴾ [القصص:38]، وأما الآخرة:﴿فَقَالَ أَنَا رَبُّكُمُ الْأَعْلَى ۝٢٤﴾ [النازعات:24].

### ثانيًا: باعتبار الاتصال والانفصال
وهذا تقسيم آخر لتفسير القرآن بالقرآن من حيث الاتصال والانفصال.

#### المتصل
الذي يكون الـمُفَسِّر والـمُفسَّر في سياق واحد.
مثاله : في قول الله تعالى:﴿اللَّهُ الصَّمَدُ ۝٢﴾ [الإخلاص:2] ، قال محمد بن كعب القرظي (108هـ) وغيره: «﴿ الصمد ﴾: الذي الذي لم يلد ولم يولد، ولم يكن له كفوا أحد ».

#### المنفصل
الذي يكون الـمُفَسِّر والـمُفسَّر في سياقين منفصلين.
مثاله :في قوله تعالى: ﴿كَذَلِكَ وَأَوْرَثْنَاهَا قَوْمًا آخَرِينَ ۝٢٨﴾ [الدخان:28] ، بيّن تعالى المراد بالقوم الآخرين في سورة الشعراء بقوله تعالى: ﴿فَأَخْرَجْنَاهُمْ مِنْ جَنَّاتٍ وَعُيُونٍ ۝٥٧﴾ [الشعراء:57].

## أنواع تفسير القرآن بالقرآن
تفسير القرآن بالقرآن له أوجه متعددة، ومن أبرزها:
1- إيضاح معنى المفردة.
```
والمراد به: أن تَرِد مفردة غريبة ويأتي بيانها في موضع آخر من القرآن.مثال ذلك في قول الله تعالى: 
﴿
فَجَعَلْنَا عَالِيَهَا سَافِلَهَا وَأَمْطَرْنَا عَلَيْهِمْ حِجَارَةً مِنْ سِجِّيلٍ 
۝
٧٤
﴾
 
[
الحجر
:74
]
 ،فُسر السجيل بالطين بقوله تعالى: 
﴿
لِنُرْسِلَ عَلَيْهِمْ حِجَارَةً مِنْ طِينٍ 
۝
٣٣
﴾
 
[
الذاريات
:33
]
.
```

2- بيان المجمل : 
```
 المجمل هو: ما دلَّ على معنيين أو أكثر لا بعينه، وتساوتْ، ولا قرينة.مثال ذلك في قوله تعالى : 
﴿
وَمَا لَكُمْ أَلَّا تَأْكُلُوا مِمَّا ذُكِرَ اسْمُ اللَّهِ عَلَيْهِ وَقَدْ فَصَّلَ لَكُمْ مَا حَرَّمَ عَلَيْكُمْ إِلَّا مَا اضْطُرِرْتُمْ إِلَيْهِ وَإِنَّ كَثِيرًا لَيُضِلُّونَ بِأَهْوَائِهِمْ بِغَيْرِ عِلْمٍ إِنَّ رَبَّكَ هُوَ أَعْلَمُ بِالْمُعْتَدِينَ 
۝
١١٩
﴾
 
[
الأنعام
:119
]
، أُجمل في هذه الآية ما حرم علينا، وبين في موضع آخر       بتفصيل الحلال من الحرام في قوله تعالى: 
﴿
حُرِّمَتْ عَلَيْكُمُ الْمَيْتَةُ وَالدَّمُ وَلَحْمُ الْخِنْزِيرِ وَمَا أُهِلَّ لِغَيْرِ اللَّهِ بِهِ وَالْمُنْخَنِقَةُ وَالْمَوْقُوذَةُ وَالْمُتَرَدِّيَةُ وَالنَّطِيحَةُ وَمَا أَكَلَ السَّبُعُ إِلَّا مَا ذَكَّيْتُمْ وَمَا ذُبِحَ عَلَى النُّصُبِ وَأَنْ تَسْتَقْسِمُوا بِالْأَزْلَامِ ذَلِكُمْ فِسْقٌ الْيَوْمَ يَئِسَ الَّذِينَ كَفَرُوا مِنْ دِينِكُمْ فَلَا تَخْشَوْهُمْ وَاخْشَوْنِ الْيَوْمَ أَكْمَلْتُ لَكُمْ دِينَكُمْ وَأَتْمَمْتُ عَلَيْكُمْ نِعْمَتِي وَرَضِيتُ لَكُمُ الْإِسْلَامَ دِينًا فَمَنِ اضْطُرَّ فِي مَخْمَصَةٍ غَيْرَ مُتَجَانِفٍ لِإِثْمٍ فَإِنَّ اللَّهَ غَفُورٌ رَحِيمٌ 
۝
٣
﴾
 
[
المائدة
:3
]
.
```

3- تخصيص العام :
```
 والعام هو: اللفظ المستغرق لما يصلح له.والمُخَصِّصُ نوعان:
```

الأول: المتصل، كقوله: ﴿إِنَّ الْإِنْسَانَ لَفِي خُسْرٍ ۝٢﴾ [العصر:2] ، فخصصه بقوله: ﴿إِلَّا الَّذِينَ آمَنُوا وَعَمِلُوا الصَّالِحَاتِ وَتَوَاصَوْا بِالْحَقِّ وَتَوَاصَوْا بِالصَّبْرِ ۝٣﴾ [العصر:3].
الثاني: المنفصل، ومثاله في قول الله تعالى: ﴿وَالَّذِينَ يُتَوَفَّوْنَ مِنْكُمْ وَيَذَرُونَ أَزْوَاجًا يَتَرَبَّصْنَ بِأَنْفُسِهِنَّ أَرْبَعَةَ أَشْهُرٍ وَعَشْرًا فَإِذَا بَلَغْنَ أَجَلَهُنَّ فَلَا جُنَاحَ عَلَيْكُمْ فِيمَا فَعَلْنَ فِي أَنْفُسِهِنَّ بِالْمَعْرُوفِ وَاللَّهُ بِمَا تَعْمَلُونَ خَبِيرٌ ۝٢٣٤﴾ [البقرة:234] ، فبين الله سبحانه: أنَّ عدة المتوفى عنها زوجها أربعة أشهر وعشرًا، وهذا عام في كل امرأة توفي عنها زوجها، وخصّ سبحانه المرأة الحامل من مجموع المتوفى عنها زوجها: بأن جعل عدتها وضع الحمل بالولادة، فقال: ﴿وَاللَّائِي يَئِسْنَ مِنَ الْمَحِيضِ مِنْ نِسَائِكُمْ إِنِ ارْتَبْتُمْ فَعِدَّتُهُنَّ ثَلَاثَةُ أَشْهُرٍ وَاللَّائِي لَمْ يَحِضْنَ وَأُولَاتُ الْأَحْمَالِ أَجَلُهُنَّ أَنْ يَضَعْنَ حَمْلَهُنَّ وَمَنْ يَتَّقِ اللَّهَ يَجْعَلْ لَهُ مِنْ أَمْرِهِ يُسْرًا ۝٤﴾ [الطلاق:4] ، سواء وَلَدت لليلة أو وَلَدت لتسعة أشهر.
4- تقييد المطلق:
```
والمطلق هو: المتناول لواحدٍ لا بعينه. مثال ذلك في قوله تعالى: 
﴿
حُرِّمَتْ عَلَيْكُمُ الْمَيْتَةُ وَالدَّمُ وَلَحْمُ الْخِنْزِيرِ وَمَا أُهِلَّ لِغَيْرِ اللَّهِ بِهِ وَالْمُنْخَنِقَةُ وَالْمَوْقُوذَةُ وَالْمُتَرَدِّيَةُ وَالنَّطِيحَةُ وَمَا أَكَلَ السَّبُعُ إِلَّا مَا ذَكَّيْتُمْ وَمَا ذُبِحَ عَلَى النُّصُبِ وَأَنْ تَسْتَقْسِمُوا بِالْأَزْلَامِ ذَلِكُمْ فِسْقٌ الْيَوْمَ يَئِسَ الَّذِينَ كَفَرُوا مِنْ دِينِكُمْ فَلَا تَخْشَوْهُمْ وَاخْشَوْنِ الْيَوْمَ أَكْمَلْتُ لَكُمْ دِينَكُمْ وَأَتْمَمْتُ عَلَيْكُمْ نِعْمَتِي وَرَضِيتُ لَكُمُ الْإِسْلَامَ دِينًا فَمَنِ اضْطُرَّ فِي مَخْمَصَةٍ غَيْرَ مُتَجَانِفٍ لِإِثْمٍ فَإِنَّ اللَّهَ غَفُورٌ رَحِيمٌ 
۝
٣
﴾
 
[
المائدة
:3
]
 ، ورد تحريم (الدم) مطلقًا، وقُيِّد بكونه مسفوحًا في آية أخرى، قال تعالى:
﴿
قُلْ لَا أَجِدُ فِي مَا أُوحِيَ إِلَيَّ مُحَرَّمًا عَلَى طَاعِمٍ يَطْعَمُهُ إِلَّا أَنْ يَكُونَ مَيْتَةً أَوْ دَمًا مَسْفُوحًا أَوْ لَحْمَ خِنْزِيرٍ فَإِنَّهُ رِجْسٌ أَوْ فِسْقًا أُهِلَّ لِغَيْرِ اللَّهِ بِهِ فَمَنِ اضْطُرَّ غَيْرَ بَاغٍ وَلَا عَادٍ فَإِنَّ رَبَّكَ غَفُورٌ رَحِيمٌ 
۝
١٤٥
﴾
 
[
الأنعام
:145
]
.
```

5- تعيين المبهم:
```
والمبهم هو: ما لم يُسَمَّ في القرآن من الأسماء والأعداد والأزمنة والأمكنة.مثال ذلك في قول الله تعالى:
﴿
وَالَّتِي أَحْصَنَتْ فَرْجَهَا فَنَفَخْنَا فِيهَا مِنْ رُوحِنَا وَجَعَلْنَاهَا وَابْنَهَا آيَةً لِلْعَالَمِينَ 
۝
٩١
﴾
 
[
الأنبياء
:91
]
.فاسم المرأة هنا مبهم ، بينه الله سبحانه في آيات أخر، كقوله سبحانه: 
﴿
وَمَرْيَمَ ابْنَتَ عِمْرَانَ الَّتِي أَحْصَنَتْ فَرْجَهَا فَنَفَخْنَا فِيهِ مِنْ رُوحِنَا وَصَدَّقَتْ بِكَلِمَاتِ رَبِّهَا وَكُتُبِهِ وَكَانَتْ مِنَ الْقَانِتِينَ 
۝
١٢
﴾
 
[
التحريم
:12
]
.
```

## من أهم ضوابط تفسير القرآن بالقرآن
1-عدم مخالفة التفسير النبوي : من أهم الضوابط في تفسير القرآن بالقرآن عدم مخالفة السُّنَّة ، وذلك بشرطين :
- أن يكون الحديث مسوقًا لبيان ألفاظ الآية.
- أن يكون نصًا لا يحتمل معنى آخر.[23]

2-عدم مخالفة إجماع السلف.
3-التفسير الصريح للقرآن بالقرآن أولى من غير الصريح.

## كتب التفسير التي اعتنت بتفسير القرآن بالقرآن
اعتنى كثير من المفسرين بتفسير القرآن بالقرآن، وأوردوه في مصنفاتهم لمكانته وأهميته، وممن ظهرت عنايته به بشكل كبير:
1. ابن كثير (774هـ) في كتابه: (تفسير القرآن العظيم)، وهو من أول التفاسير التي توسعت في تفسير القرآن بالقرآن.[25]

1. الصنعاني (1182هـ)، حيث أفرده بالتأليف في كتابه: (مفاتح الرضوان في تفسير الذكر بالآثار والقرآن).

1. الشنقيطي (1393هـ)،  في كتابه: (أضواء البيان في إيضاح القرآن بالقرآن).[26]

## كتب و مصادر اعتنت بعلم تفسير القرآن بالقرآن
1. تفسير القرآن بالقرآن - تأصيل وتقويم، محسن بن حامد المطيري.
2. تفسير القرآن بالقرآن - دراسة تأصيلية، أحمد البريدي.
3. تفسير القرآن بالقرآن - دراسة تاريخية ونظرية، محمد قجوي.
4. التحبير شرح التمهير في أصول التفسير، محمد بن سريّع السريّع.
5. تفسير القرآن بالقرآن والسنة والآثار وبالأسلوب الحديث، أحمد عبدالرحمن القاسم.
6. تفسير القرآن بالقرآن من خلال كتاب: (أضواء البيان) للشنقيطي، عرض وتقويم، هشام أحمد محمد.
7. موسوعة مهارات تفسير القرآن الكريم، إعداد: مجموعة من المؤلفين ، بإشراف: دارعطاءات العلم.

## أمثلة على تفسير القرآن بالقرآن
1. آية ﴿يَا أَيُّهَا الَّذِينَ آمَنُوا أَوْفُوا بِالْعُقُودِ أُحِلَّتْ لَكُمْ بَهِيمَةُ الْأَنْعَامِ إِلَّا مَا يُتْلَى عَلَيْكُمْ غَيْرَ مُحِلِّي الصَّيْدِ وَأَنْتُمْ حُرُمٌ إِنَّ اللَّهَ يَحْكُمُ مَا يُرِيدُ ۝١﴾ فسرتها آية ﴿حُرِّمَتْ عَلَيْكُمُ الْمَيْتَةُ وَالدَّمُ وَلَحْمُ الْخِنْزِيرِ وَمَا أُهِلَّ لِغَيْرِ اللَّهِ بِهِ وَالْمُنْخَنِقَةُ وَالْمَوْقُوذَةُ وَالْمُتَرَدِّيَةُ وَالنَّطِيحَةُ وَمَا أَكَلَ السَّبُعُ إِلَّا مَا ذَكَّيْتُمْ وَمَا ذُبِحَ عَلَى النُّصُبِ وَأَنْ تَسْتَقْسِمُوا بِالْأَزْلَامِ ذَلِكُمْ فِسْقٌ الْيَوْمَ يَئِسَ الَّذِينَ كَفَرُوا مِنْ دِينِكُمْ فَلَا تَخْشَوْهُمْ وَاخْشَوْنِ الْيَوْمَ أَكْمَلْتُ لَكُمْ دِينَكُمْ وَأَتْمَمْتُ عَلَيْكُمْ نِعْمَتِي وَرَضِيتُ لَكُمُ الْإِسْلَامَ دِينًا فَمَنِ اضْطُرَّ فِي مَخْمَصَةٍ غَيْرَ مُتَجَانِفٍ لِإِثْمٍ فَإِنَّ اللَّهَ غَفُورٌ رَحِيمٌ ۝٣﴾ [المائدة:3].
2. آية ﴿فَتَلَقَّى آدَمُ مِنْ رَبِّهِ كَلِمَاتٍ فَتَابَ عَلَيْهِ إِنَّهُ هُوَ التَّوَّابُ الرَّحِيمُ ۝٣٧﴾ [البقرة:37] فسرتها آية ﴿قَالَا رَبَّنَا ظَلَمْنَا أَنْفُسَنَا وَإِنْ لَمْ تَغْفِرْ لَنَا وَتَرْحَمْنَا لَنَكُونَنَّ مِنَ الْخَاسِرِينَ ۝٢٣﴾ [الأعراف:23].
3. آية ﴿الَّذِينَ آمَنُوا وَلَمْ يَلْبِسُوا إِيمَانَهُمْ بِظُلْمٍ أُولَئِكَ لَهُمُ الْأَمْنُ وَهُمْ مُهْتَدُونَ ۝٨٢﴾ [الأنعام:82]  فسرتها آية ﴿وَإِذْ قَالَ لُقْمَانُ لِابْنِهِ وَهُوَ يَعِظُهُ يَا بُنَيَّ لَا تُشْرِكْ بِاللَّهِ إِنَّ الشِّرْكَ لَظُلْمٌ عَظِيمٌ ۝١٣﴾ [لقمان:13].